# Camerún en la Copa Mundial de Fútbol de 1982
Camerún en la Copa Mundial de Fútbol de 1982. La selección de Camerún fue uno de los 24 países participantes de la Copa Mundial de Fútbol de 1982, celebrada en España. El seleccionado camerunés clasificó a la cita de España, gracias a que superó a Malaui, Zimbabue, Zaire y Marruecos, en la eliminatoria africana que se jugó bajo el formato de eliminación directa.

## Clasificación

### Primera Fase
| Equipo 1 | Agr. | Equipo 2 | Ida | Vuelta |
| -------- | ---- | -------- | --- | ------ |
| Camerún  | 4–1  | Malaui   | 3–0 | 1–1    |

### Segunda Fase
| Equipo 1 | Agr. | Equipo 2 | Ida | Vuelta |
| -------- | ---- | -------- | --- | ------ |
| Camerún  | 2–1  | Zimbabue | 2–0 | 0–1    |

### Tercera Fase
| Equipo 1 | Agr. | Equipo 2 | Ida | Vuelta |
| -------- | ---- | -------- | --- | ------ |
| Zaire    | 2–6  | Camerún  | 1–0 | 1–6    |

### Fase Final
| Equipo 1  | Agr. | Equipo 2 | Ida | Vuelta |
| --------- | ---- | -------- | --- | ------ |
| Marruecos | 1–4  | Camerún  | 0–2 | 1–2    |

## Jugadores
| #  | Nombre              | Posición      | Edad | Club                 |
| -- | ------------------- | ------------- | ---- | -------------------- |
| 1  | Thomas N'Kono       | Portero       | 25   | Canon Yaoundé        |
| 2  | Michel Kaham        | Defensor      | 30   | Stade Quimperois     |
| 3  | Edmond Enoka        | Defensor      | 26   | Dragon Douala        |
| 4  | René N'Djeya        | Defensor      | 28   | Union Douala         |
| 5  | Elie Onana †        | Defensor      | 31   | Federal Foumban      |
| 6  | Emmanuel Kundé      | Mediocampista | 25   | Canon Yaoundé        |
| 7  | Ephrem M'Bom †      | Mediocampista | 26   | Canon Yaoundé        |
| 8  | Grégoire M'Bida     | Mediocampista | 27   | Canon Yaoundé        |
| 9  | Roger Milla         | Delantero     | 30   | SC Bastia            |
| 10 | Jean-Pierre Tokoto  | Delantero     | 34   | Jacksonville Tea Men |
| 11 | Charles Toubé †     | Mediocampista | 24   | Tonnerre Yaoundé     |
| 12 | Joseph-Antoine Bell | Portero       | 27   | Africa Sports        |
| 13 | Paul Bahoken        | Delantero     | 26   | AS Cannes            |
| 14 | Théophile Abega †   | Mediocampista | 27   | Canon Yaoundé        |
| 15 | François N'Doumbé   | Defensor      | 28   | Union Douala         |
| 16 | Ibrahim Aoudou †    | Defensor      | 26   | AS Cannes            |
| 17 | Joseph Kamga        | Mediocampista | 28   | Union Douala         |
| 18 | Jacques N'Guea †    | Delantero     | 26   | Canon Yaoundé        |
| 19 | Joseph Enanga       | Mediocampista | 25   | Union Douala         |
| 20 | Oscar Eyobo         | Delantero     | 20   | Dynamo Douala        |
| 21 | Ernest Ebongué      | Delantero     | 20   | Tonnerre Yaoundé     |
| 22 | Simon Tchobang †    | Portero       | 30   | Dynamo Douala        |
| DT | Jean Vincent †      |               |      |                      |

## Participación

### Primera fase

#### Grupo B
| Equipo  | Pts | PJ | PG | PE | PP | GF | GC | Dif |
| ------- | --- | -- | -- | -- | -- | -- | -- | --- |
| Polonia | 5   | 3  | 1  | 2  | 0  | 5  | 1  | 4   |
| Italia  | 3   | 3  | 0  | 3  | 0  | 2  | 2  | 0   |
| Camerún | 3   | 3  | 0  | 3  | 0  | 1  | 1  | 0   |
| Perú    | 2   | 3  | 0  | 2  | 1  | 2  | 6  | -4  |

| 15 de junio de 1982, 17:15 | Perú | 0:0     | Camerún | Estadio de Riazor, La Coruña                                       |                                                                    |
|                            |      | Reporte |         | Asistencia: 11.000 espectadores Árbitro(s): Franz Wöhrer (Austria) | Asistencia: 11.000 espectadores Árbitro(s): Franz Wöhrer (Austria) |

| 19 de junio de 1982, 19:15 | Polonia | 0:0     | Camerún | Estadio de Riazor, La Coruña                                        |                                                                     |
|                            |         | Reporte |         | Asistencia: 19.000 espectadores Árbitro(s): Alexis Ponnet (Bélgica) | Asistencia: 19.000 espectadores Árbitro(s): Alexis Ponnet (Bélgica) |

| 23 de junio de 1982, 17:15 | Italia       | 1:1 (0:0) | Camerún    | Estadio de Balaídos, Vigo                                             |                                                                       |
|                            | Graziani 60' | Reporte   | M'Bida 61' | Asistencia: 20.000 espectadores Árbitro(s): Bogdan Dotchev (Bulgaria) | Asistencia: 20.000 espectadores Árbitro(s): Bogdan Dotchev (Bulgaria) |